# Jame’-’Asr-Hassanil-Bolkiah-Moschee
Die Jame’-’Asr-Hassanil-Bolkiah-Moschee (englisch Jame’ ’Asr Hassanil Bolkiah Mosque) ist eine Moschee in der Hauptstadt von Brunei, Bandar Seri Begawan. Sie ist die größte des Landes und neben der Sultan-Omar-Ali-Saifuddin-Moschee eine der zwei Hauptmoscheen der Stadt. Sie wurde vom 29. Sultan Bruneis, Hassan al Bolkiah, gestiftet.
Der Bau begann 1988 und sie wurde am 14. Juli 1994 feierlich eröffnet. Sie bietet bis zu 5000 Gläubigen Platz.